# Thal (Bockhorn)
Thal ist ein Gemeindeteil der Gemeinde Bockhorn im Landkreis Erding in Oberbayern.

## Geografie
Der Weiler liegt zwei Kilometer südwestlich von Bockhorn und wenige hundert Meter nordöstlich von Salmannskirchen entfernt auf der Gemarkung Salmannskirchen. Die Strogen fließt östlich am Ort vorbei Richtung Norden.
Die Bundesstraße 388 verläuft eineinhalb Kilometer nördlich.